# Barthélemy Catherine Joubert
Barthélemy Catherine Joubert (Pont-de-Vaux (Ain), 1769. április 14. – Novi Ligure, 1799. augusztus 15.), francia tábornok a forradalmi és a napóleoni háborúk idején.

## Élete és pályafutása
Ügyvéd fiaként született, az iskolából 1784-ben megszökött, és beállt a tüzérséghez. Apja visszahozta, és rávette, hogy jogot tanuljon. Tanulmányait Lyonban és Dijonban végezte. 1791-ben a forradalmi háborúk alatt belépett csatlakozott a forradalmi hadsereg  Ain-i ezredéhez, ahol társai őrmesterré választották. 1792 januárjában lett alhadnagy, majd novemberben hadnagy, miután az időközben első hadi tapasztalatait az itáliai hadjáratban megszerezte. 1793-ban  kitüntette magát Col de Tende erődjének védelmében Északnyugat-Itáliában, ahol mindössze csak harminc emberével vette fel a harcot az ellenség egész zászlóalja ellen. Megsebesült és fogságba esett, az osztrák fővezér, De Vins feltételesen szabadon engedte. 1794-ben ismét aktív szerepet vállalt, és 1795-ben léptették elő dandártábornokká.
Az 1796-os hadjáratban Joubert lett a Bonaparte Napóleon jobb keze. Egy dandárt vezetett Pierre Augereau parancsnoksága alatt a Millesimói csatában és André Masséna vezetésével a Lodi csatában. Részt vett Castiglione-i csatában  augusztusban. Hamarosan felkeltette Bonaparte figyelmét, aki dandártábornokká léptette elő  1796 decemberében és sorozatosan fontos feladatokkal látta el. Így ő vezette a tartalék erőt a Adige folyó völgyében a Rivoli csatában. Az 1797-es tavaszi hadjáratban (Ausztria inváziója) ő vezette Bonaparte hadseregének balszárnyát Tirolban, átverekedve magát a hegyeken, hogy csatlakozzanak a stájerországi vezérkarhoz.
1798-1799-ben különböző parancsnoki posztot töltött be a németalföldi, a rajnai és a olasz hadszíntéren, az utóbbinak 1799 januárjában  ő volt a főparancsnoka. A polgári hatóságokkal vitába keveredett, ezért lemondott posztjáról és visszatért Franciaországba. Ott  megnősült, feleségül vette (1799 júniusában) Félicité Françoise de Montholon-Sémonville-t.  Szinte azonnal visszahívták Észak-Itáliába a sorozatos és súlyos francia vereségek miatt. Ő vette át a parancsnokságot Jean Moreau-tól 1799 július közepén.
Joubert és Moreau hamar kénytelen volt csatába bonyolódni a legjelentősebb ellenféllel, Alekszandr Szuvorovval, aki egy orosz és osztrák hadsereg együttes erőit vezette.  A Novi csata katasztrofális volt a franciák számára, nem csak azért, mert ebben súlyos vereséget szenvedtek, hanem azért is, mert Joubert szinte elsőként esett el itt, szíven lőtték.
Napóleon a jövő nagy reményű katonáját látta Joubertben. A csata után Toulonba vitték a testét és a Fort La Malgue-ban temették el. A Direktórium  ünnepélyes állami gyásszal adózott emlékének (1799. szeptember 16.). Joubert emlékművét Bourg-en-Bresse-ben XVIII. Lajos parancsára lebontották,  később másik emlékművet állították fel tiszteletére Pont de Vaux-ban.

## Lásd még
- Napóleoni háborúk

## Fordítás
Ez a szócikk részben vagy egészben  a   Barthelemy Catherine Joubert című angol Wikipédia-szócikk fordításán alapul.  Az eredeti cikk szerkesztőit annak laptörténete sorolja fel. Ez a jelzés csupán a megfogalmazás eredetét és a szerzői jogokat jelzi, nem szolgál a cikkben szereplő információk forrásmegjelöléseként.